# 目的地酒吧
目的地酒吧（英語：Destination，昵称为）是中华人民共和国北京市的一家同志酒吧，位于朝阳区工体西路7号。酒吧于2004年创办，之后进行了扩展与装修，共有4层，截至2019年，該酒吧是中国大陆最大的同志酒吧。酒吧内部定期举办大型派对，吸引了许多年轻男性顾客。除了聚会以外，酒吧还设有艺术画廊和多种培训课程，并同时提供HIV检测服务。

## 历史
2004年，目的地由香港的和他在北京的男友王强共同创办。对于酒吧的命名，称希望该酒吧能成為自己朋友们的唯一目的地。2008年3月9日，在警方突袭酒吧后，酒吧停业了几日，之后业务恢复正常。根据的说法，酒吧在2012年时雇员人数为40人。2022年1月，在2019冠状病毒病疫情期间，酒吧被朝阳区市场防疫工作组通报批评防疫不力。

## 布局与活动
最初，目的地酒吧只有一楼的一个房间，里面设有DJ台，整个房间面积超过750平方米。随后，酒吧扩展到了楼上的三层。二楼是一个走廊，设有几个相邻的房间，每个房间可以容纳30人，顾客可以在沙发上坐着聊天。2012年年初，酒吧购入了三楼和四楼，并于同年7月完成了装修。三楼设有一个艺术画廊，时而举办不同主题的艺术展览。顶楼则设有瑜伽室、钢琴室和合唱团练习室，并提供免费的艺术与文化培训课程。一些同性恋作家也曾被邀请到这里与读者进行交流。此外，酒吧还与北京市朝阳区疾控中心合作，提供免费、匿名的HIV病毒检测服务。
酒吧严禁毒品。在特殊节日，酒吧会举办大型派对，并鼓励顾客通过当日的主题进行着装。2018年，酒吧曾组织花车队伍参与台湾同志游行。

## 客流量
2013年，酒吧在周五或周六的晚间的客流量超过800人，其中大部分顾客为年龄二三十岁的男性。在特殊节日派对，酒吧的客流量则会过千。